# Unió de Joves Comunistes Ho Chi Minh
La Unió de Joves Comunistes Ho Chi Minh (en vietnamita: Đoàn Thanh niên Cộng sản Hồ Chí Minh ) és l'organització social i política de la joventut comunista vietnamita. La unió està dirigida pel Partit Comunista del Vietnam. La unió va ser fundada el 26 de març de 1931. Des del 23 al 26 de març de 1931 es va dur a terme el segon congrés del Comitè Central del Partit Comunista del Vietnam a Rạch Giá. La major part del temps es va discutir sobre el treball dels joves i altres decisions importants. Els diputats membres del partit comunista van emprendre el treball dels joves de nivell central a local. Posteriorment, el Congrés Nacional del Partit Comunista del Vietnam (22-26 de març de 1961) va discutir i va decidir seleccionar al 26 de març de 1931 com la data de fundació de la Unió Juvenil del treball Ho Chi Minh, que és l'antic nom de la Unió de Joves Comunistes Ho Chi Minh.
El govern vietnamita promou activament l'organització amb finançament i difusió. El 2012 tenia uns set milions de membres, gairebé un terç dels joves del país en formen part.